# Pirajoux
Pirajoux és un municipi francès situat al departament de l'Ain i a la regió d'Alvèrnia-Roine-Alps. L'any 2007 tenia 312 habitants.

## Demografia

### Població
El 2007 la població de fet de Pirajoux era de 312 persones. Hi havia 142 famílies de les quals 48 eren unipersonals (20 homes vivint sols i 28 dones vivint soles), 53 parelles sense fills, 37 parelles amb fills i 4 famílies monoparentals amb fills.
La població ha evolucionat segons el següent gràfic:
Habitants censats

### Habitatges
El 2007 hi havia 155 habitatges, 140 eren l'habitatge principal de la família, 3 eren segones residències i 12 estaven desocupats. 137 eren cases i 17 eren apartaments. Dels 140 habitatges principals, 108 estaven ocupats pels seus propietaris, 29 estaven llogats i ocupats pels llogaters i 3 estaven cedits a títol gratuït; 1 tenia una cambra, 6 en tenien dues, 24 en tenien tres, 49 en tenien quatre i 60 en tenien cinc o més. 121 habitatges disposaven pel capbaix d'una plaça de pàrquing. A 64 habitatges hi havia un automòbil i a 68 n'hi havia dos o més.

### Piràmide de població
La piràmide de població per edats i sexe el 2009 era:
| Homes | Edats   | Dones |
| ----- | ------- | ----- |
| 0     | 95 o +  | 0     |
| 0     | 90 a 94 | 0     |
| 0     | 85 a 89 | 4     |
| 0     | 80 a 84 | 0     |
| 12    | 75 a 79 | 8     |
| 4     | 70 a 74 | 12    |
| 16    | 65 a 69 | 12    |
| 8     | 60 a 64 | 8     |
| 12    | 55 a 59 | 8     |
| 24    | 50 a 54 | 0     |
| 16    | 45 a 49 | 24    |
| 12    | 40 a 44 | 4     |
| 4     | 35 a 39 | 8     |
| 4     | 30 a 34 | 16    |
| 8     | 25 a 29 | 8     |
| 20    | 20 a 24 | 4     |
| 12    | 15 a 19 | 12    |
| 12    | 10 a 14 | 8     |
| 4     | 5 a 9   | 4     |
| 4     | 0 a 4   | 0     |

## Economia
El 2007 la població en edat de treballar era de 201 persones, 160 eren actives i 41 eren inactives. De les 160 persones actives 154 estaven ocupades (87 homes i 67 dones) i 6 estaven aturades (1 home i 5 dones). De les 41 persones inactives 14 estaven jubilades, 17 estaven estudiant i 10 estaven classificades com a «altres inactius».

### Ingressos
El 2009 a Pirajoux hi havia 150 unitats fiscals que integraven 361 persones, la mediana anual d'ingressos fiscals per persona era de 18.082 €.

### Activitats econòmiques
Dels 10 establiments que hi havia el 2007, 1 era d'una empresa de fabricació d'altres productes industrials, 4 d'empreses de construcció, 2 d'empreses de comerç i reparació d'automòbils, 1 d'una empresa d'hostatgeria i restauració i 2 d'empreses de serveis.
Dels 4 establiments de servei als particulars que hi havia el 2009, 1 era un taller de reparació d'automòbils i de material agrícola, 1 paleta, 1 guixaire pintor i 1 restaurant.
L'any 2000 a Pirajoux hi havia 24 explotacions agrícoles que ocupaven un total de 1.064 hectàrees.

## Poblacions més properes
El següent diagrama mostra les poblacions més properes.